# Rožmberk nad Vltavou
Rožmberk nad Vltavou település Csehországban, a Český Krumlov-i járásban. Rožmberk nad Vltavou Malšín, Rožmitál na Šumavě, Vyšší Brod és Dolní Dvořiště településekkel határos. Lakosainak száma 386 fő (2024. január 1.).

## Népesség
A település lakosságának változását az alábbi diagram mutatja:
| Lakosok száma | 2107 | 1880 | 1551 | 661  | 388  | 333  | 355  | 364  | 373  | 386  |
|               | 1869 | 1890 | 1921 | 1950 | 1980 | 2001 | 2017 | 2019 | 2022 | 2024 |